# Либан на Светском првенству у атлетици на отвореном 2011.
Либан је учествовао на 13. Светском првенству у атлетици на отвореном 2011. одржаном у Тегу од 27. августа до1. септембра тринаести пут, односно учествовао је на свим првенствима до данас. Репрезентацију Либана представљао је један атлетичар који се такмичио у трчању на 400 метара са препонама. , 
На овом првенству Либан није освојио ниједну медаљу, нити је оборен неки рекорд.

## Учесници
Мушкарци:
- Aхмад Хазер — 400 м препоне

## Резултати

### Мушкарци
| Атлетичар   | Дисциплина    | Лични рекорд | Група    | Група     | Полуфинале           | Полуфинале           | Финале               | Финале  | Детаљи |
| Атлетичар   | Дисциплина    | Лични рекорд | Резултат | Место     | Резултат             | Место                | Резултат             | Место   | Детаљи |
| ----------- | ------------- | ------------ | -------- | --------- | -------------------- | -------------------- | -------------------- | ------- | ------ |
| Aхмад Хазер | 400 м препоне | 14,06 НР     | 14,42    | 8 у гр. 1 | Није се квалификовао | Није се квалификовао | Није се квалификовао | 31 / 32 |        |

Легенда: НР = национални рекорд, ЛР= лични рекорд, РС = Рекорд сезоне (најбољи резултат у сезони до почетка првества), КВ = квалификован (испунио норму), кв = квалификова (према резултату)